# Chronologie de la sociologie
Ci-dessous figurent les liens utiles pour une chronologie de la sociologie, c'est-à-dire des principaux événements se rapportant à la discipline et le renvoi vers les pages détaillées par décennie.
Pour l'histoire des idées :